# Claude Joseph Rouget de Lisle
Claude Joseph Rouget de Lisle (født 10. maj 1760 i Long-le-Saulnier, død 26. juni 1836 i Choisy-le-Roi) var en fransk musiker og forfatter, kendt som Marseillaisens ophavsmand.
Rouget de Lisle, der var søn af en advokat, fik en god opdragelse og viste tidlig evner for poesi og musik. I 1784 blev han ingeniørofficer, 1789 kaptajn. 24. april 1792, da han lå i garnison i Strasbourg, digtede han Marseillaisen. Rouget de Lisle var ingen fjende af kongedømmet, men blev endog en tid berøvet sin kommando, da han var imod dets afskaffelse. Under rædselstiden blev han fængslet, men slap for henrettelse ved Robespierres fald. Han digtede derpå Chant du 9. Thermidor. Ved Quiberon blev han såret i kampen mod emigranterne og tog afsked fra hæren 1796. Under kejserdømmet og restaurationen var han som Marseillaisens digter ugunstig stillet og ernærede sig ved kompositioner, operatekster og lyriske digte uden større kunstnerisk værd. I 1830 skaffede Louis Philippe ham en pension. 24. april 1892, Marseillaisens hundredårsdag, afsløredes et mindesmærke for Rouget de Lisle i Choisy-le-Roi. 